# Вишеслав (князь сербів)
Вишеслав або Воїслав (*д/н — †800/814) — князь сербів у 780—800 роках.

## Життєпис
Вишеслав є першим історично достовірним князем сербів. Іноді його вважають правнуком невідомого на ім'я правителя білих сербів, які оселилися на Балканах у першій половині VII століття. Традиційно в джерелах вживається ім'я Вишеслав, але можливо, що насправді його звали Воїслав.
Напевне на час його сходження серби були залежними від аварських каганів. З самого початку намагався здобути самостійність від аварів. Був союзником франкського імператора Карла Великого проти Аварського каганату. Для цього домігся обрання себе головним військовиком сербів з посадою великий воєвода. Після зниження каганату об'єднав під своєю владою деякі сербські землі, зокрема жупи Неретва, Тара, Піва і Лім, Вишеслав став правити з титулом жупана, або князя.
Він вважається засновником держави Рашка, проте це не відповідає дійсності. Водночас посади жупана й великого воєводи Вишеслав зумів зробити спадковими, їх перейняв його син Радослав.